# ولایت خودمختار یوشو تبتی
ولایت خودمختار یوشو تبتی (به انگلیسی: Yushu Tibetan Autonomous Prefecture) یک ولایت خودمختار در چین است که در چینگهای واقع شده‌است. ولایت خودمختار یوشو تبتی ۳٬۶۸۹ متر بالاتر از سطح دریا واقع شده‌است.